# Sayali Bhagat
Sayali Bhagat (सायली भगत) (Nasika, 1º gennaio 1984) è una modella e attrice indiana,incoronata Femina Miss India World 2004 e rappresentante dell'India a Miss Mondo 2004.
Nata a Nashik, in una famiglia tradizionale, Sayali Bhagat dopo i concorsi di bellezza lavora come modella ed attrice per Bollywood. The Train: Some Lines Should Never Be Crossed è stato il suo debutto cinematografico, al fianco di Emraan Hashmi e Geeta Basra. Nel 2009 è comparsa nel film Paying Guests al fianco di Javed Jaffrey.